# Pat Stapleton
Patrick James "Pat" Stapleton, född 4 juli 1940, död 8 april 2020, var en kanadensisk professionell ishockeyback som tillbringade tio säsonger i den nordamerikanska ishockeyligan National Hockey League (NHL), där han spelade för Boston Bruins och Chicago Black Hawks. Han producerade 337 poäng (43 mål och 294 assists) samt drog på sig 351 utvisningsminuter på 635 grundspelsmatcher.
Stapleton spelade också för Chicago Cougars, Indianapolis Racers och Cincinnati Stingers i World Hockey Association (WHA); Portland Buckaroos i Western Hockey League (WHL); Buffalo Bisons i American Hockey League (AHL); St. Louis Braves i Central Professional Hockey League (CPHL) samt St. Catharines Teepees i Ontario Hockey Association (OHA).
Han var också tränare för Indianapolis Racers i WHA för säsongen 1978–1979.
Han var far till Mike Stapleton, morfar till Mark Kastelic samt svärfar till Ed Kastelic.
Den 8 april 2020 avled Stapleton vid 79 års ålder.

## Statistik
| 1956–1957  | Sarnia Legionnaires           | WOJBHL     | —   | 12 | 23  | 35  | —   | —  | —  | —  | —  | —  |
| 1957–1958  | Sarnia Legionnaires           | WOJBHL     | 48  | 14 | 31  | 45  | 24  | —  | —  | —  | —  | —  |
| 1958–1959  | St. Catharines Teepees        | OHA        | 49  | 10 | 26  | 36  | 18  | 7  | 0  | 0  | 0  | 6  |
| 1959–1960  | St. Catharines Teepees        | OHA        | 47  | 12 | 35  | 47  | 83  | 17 | 5  | 12 | 17 | 32 |
|            | Buffalo Bisons                | AHL        | 1   | 0  | 0   | 0   | 2   | —  | —  | —  | —  | —  |
| 1960–1961  | Sault Ste. Marie Thunderbirds | EPHL       | 59  | 5  | 43  | 48  | 22  | 12 | 1  | 8  | 9  | 2  |
| 1961–1962  | Boston Bruins                 | NHL        | 69  | 2  | 5   | 7   | 42  | —  | —  | —  | —  | —  |
| 1962–1963  | Boston Bruins                 | NHL        | 21  | 0  | 3   | 3   | 8   | —  | —  | —  | —  | —  |
|            | Kingston Frontenacs           | EPHL       | 49  | 10 | 26  | 36  | 92  | 5  | 4  | 2  | 6  | 12 |
| 1963–1964  | Portland Buckaroos            | WHL        | 70  | 5  | 44  | 49  | 80  | 5  | 1  | 6  | 7  | 0  |
| 1964–1965  | Portland Buckaroos            | WHL        | 70  | 29 | 57  | 86  | 61  | 10 | 3  | 4  | 7  | 16 |
| 1965–1966  | Chicago Black Hawks           | NHL        | 55  | 4  | 30  | 34  | 52  | 6  | 2  | 3  | 5  | 4  |
|            | St. Louis Braves              | CPHL       | 14  | 2  | 4   | 6   | 6   | —  | —  | —  | —  | —  |
| 1966–1967  | Chicago Black Hawks           | NHL        | 70  | 3  | 31  | 34  | 54  | 6  | 1  | 1  | 2  | 12 |
| 1967–1968  | Chicago Black Hawks           | NHL        | 67  | 4  | 34  | 38  | 34  | 11 | 0  | 4  | 4  | 4  |
| 1968–1969  | Chicago Black Hawks           | NHL        | 75  | 6  | 50  | 56  | 44  | —  | —  | —  | —  | —  |
| 1969–1970  | Chicago Black Hawks           | NHL        | 49  | 4  | 38  | 42  | 28  | —  | —  | —  | —  | —  |
| 1970–1971  | Chicago Black Hawks           | NHL        | 76  | 7  | 44  | 51  | 30  | 18 | 3  | 14 | 17 | 4  |
| 1971–1972  | Chicago Black Hawks           | NHL        | 78  | 3  | 38  | 41  | 47  | 8  | 2  | 2  | 4  | 4  |
| 1972–1973  | Chicago Black Hawks           | NHL        | 75  | 10 | 21  | 31  | 14  | 16 | 2  | 15 | 17 | 10 |
| 1973–1974  | Chicago Cougars               | WHA        | 78  | 6  | 52  | 58  | 44  | 12 | 0  | 13 | 13 | 36 |
| 1974–1975  | Chicago Cougars               | WHA        | 68  | 4  | 30  | 34  | 38  | —  | —  | —  | —  | —  |
| 1975–1976  | Indianapolis Racers           | WHA        | 80  | 5  | 40  | 45  | 48  | 7  | 0  | 2  | 2  | 2  |
| 1976–1977  | Indianapolis Racers           | WHA        | 81  | 8  | 45  | 53  | 29  | 9  | 2  | 6  | 8  | 0  |
| 1977–1978  | Cincinnati Stingers           | WHA        | 65  | 4  | 45  | 49  | 28  | —  | —  | —  | —  | —  |
| NHL totalt | NHL totalt                    | NHL totalt | 635 | 43 | 294 | 337 | 353 | 65 | 10 | 39 | 49 | 38 |
| WHA totalt | WHA totalt                    | WHA totalt | 372 | 27 | 212 | 239 | 187 | 28 | 2  | 21 | 23 | 38 |
| WHL totalt | WHL totalt                    | WHL totalt | 140 | 34 | 101 | 135 | 141 | 15 | 4  | 10 | 14 | 16 |
| OHA totalt | OHA totalt                    | OHA totalt | 96  | 22 | 61  | 83  | 101 | 24 | 5  | 12 | 17 | 38 |

### Internationellt
| Källa:        | Källa:        | Källa:        |         | Utv = Utvisningsminuter | Utv = Utvisningsminuter | Utv = Utvisningsminuter | Utv = Utvisningsminuter | Utv = Utvisningsminuter |
| År            | Lag           | Mästerskap    | Matcher | Mål                     | Assists                 | Poäng                   | Utv                     |                         |
| ------------- | ------------- | ------------- | ------- | ----------------------- | ----------------------- | ----------------------- | ----------------------- | ----------------------- |
| 1972          | Kanada        | SS            | 7       | 0                       | 0                       | 0                       | 6                       |                         |
| 1974          | Kanada        | SS            | 8       | 0                       | 3                       | 3                       | 12                      |                         |
| Senior totalt | Senior totalt | Senior totalt | 15      | 0                       | 3                       | 3                       | 18                      |                         |